# Хронологія мальтійських конвоїв
Хронологія мальтійських конвоїв — хронологічний порядок заходів, що проводилися військово-морськими силами Великої Британії та інших флотів західних союзників з метою забезпечення обложеного британського острову Мальта за часів Другої світової війни.

## Хронологія
У таблиці у хронологічному порядку наведені дані стосовно забезпечення морськими конвоями та поодинокими кораблями (суднами) поповнення, матеріальних запасів, предметів першої необхідності та інших необхідних речей в період з червня 1940 до кінця 1942 року.